# Dolnja Košana
Dolnja Košana is een plaats in Slovenië en maakt deel uit van de gemeente Pivka in de NUTS-3-regio Notranjskokraška. De plaats telde 317 inwoners op 1 januari 2020.

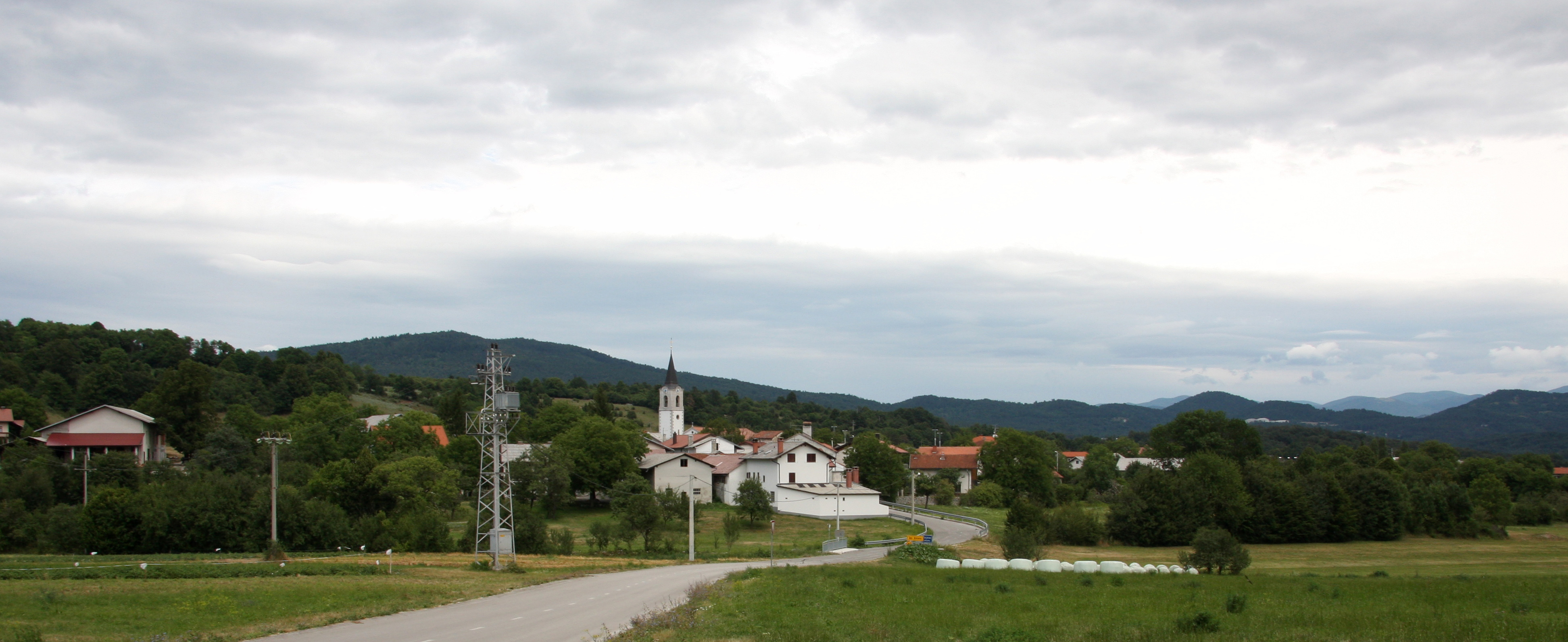
Dolnja Košana